# Pogonarthron petrovi
Pogonarthron petrovi är en skalbaggsart som beskrevs av Aleksandr Sergeievich Danilevsky 2004. Pogonarthron petrovi ingår i släktet Pogonarthron och familjen långhorningar. Inga underarter finns listade i Catalogue of Life.